# Kupa na Sŭvet·skata armiya 1967-1968
La Coppa dell'Esercito sovietico 1967-1968 è stata la 23ª edizione di questo trofeo, e la 28ª in generale di una coppa nazionale bulgara di calcio, terminata il 6 giugno 1968. Lo Spartak Sofia ha vinto il trofeo per la prima volta.

## Primo turno
| Squadra 1           | Totale          | Squadra 2            | Andata | Ritorno |
| ------------------- | --------------- | -------------------- | ------ | ------- |
| Lokomotiv Pleven    | 2 – 5           | Levski Sofia         | 1 - 2  | 1 - 3   |
| Slavia Sofia        | 9 – 1           | Kondenzatoren zavod  | 6 - 0  | 3 - 1   |
| Rodopa Smoljan      | 1 – 5           | CSKA Sofia           | 1 - 2  | 0 - 3   |
| Metalurg Pernik     | 3 – 3 (3-4 dtr) | Lokomotiv Sofia      | 2 - 3  | 1 - 0   |
| Dunav Ruse          | 2 – 1           | Černo More Varna     | 1 - 1  | 1 - 0   |
| Tekstilets Sliven   | 3 – 6           | Marica Plovdiv       | 2 - 0  | 1 - 6   |
| Liteks Loveč        | 0 – 3           | Lokomotiv Plovdiv    | 0 - 1  | 0 - 2   |
| Avtostroitel Shumen | 2 – 3           | Sliven               | 2 - 1  | 0 - 2   |
| Tundzha Yambol      | 3 – 5           | FK Černomorec Burgas | 1 - 4  | 2 - 1   |
| Spartak Varna       | 3 – 3 (6-4 dtr) | Dobrudža             | 3 - 2  | 0 - 1   |
| Dorostol Silistra   | 0 – 5           | Spartak Sofia        | 0 - 2  | 0 - 3   |
| Bdin                | 2 – 4           | Spartak Pleven       | 2 - 0  | 0 - 4   |
| Svetkavica          | 1 – 1 (3-2 dtr) | Minjor Pernik        | 1 - 0  | 0 - 1   |
| Kremikovtsi         | 1 – 3           | Botev Vraca          | 0 - 1  | 1 - 2   |
| Pomorie             | 1 – 5           | Beroe                | 1 - 2  | 0 - 3   |
| Hebăr Pazardžik     | 2 – 2 (6-7 dtr) | Botev Plovdiv        | 1 - 1  | 1 - 1   |

## Fase a gironi

### Gruppo 1
| Squadra           | Pt | G | V | N | P | GF | GS | DG |
| ----------------- | -- | - | - | - | - | -- | -- | -- |
| Levski Sofia      | 5  | 3 | 2 | 1 | 0 | 9  | 5  | +4 |
| Lokomotiv Plovdiv | 4  | 3 | 2 | 0 | 1 | 7  | 6  | +1 |
| Botev Vraca       | 2  | 3 | 0 | 2 | 1 | 5  | 7  | -2 |
| Dunav Ruse        | 1  | 0 | 0 | 1 | 2 | 4  | 7  | -3 |

| Squadra 1         | Risultato   | Squadra 2         |
| 1ª giornata       | 1ª giornata | 1ª giornata       |
| ----------------- | ----------- | ----------------- |
| Levski Sofia      | 3 - 1       | Dunav Ruse        |
| Lokomotiv Plovdiv | 3 - 1       | Botev Vraca       |
| 2ª giornata       |             |                   |
| Levski Sofia      | 4 - 2       | Lokomotiv Plovdiv |
| Botev Vraca       | 2 - 2       | Dunav Ruse        |
| 3ª giornata       |             |                   |
| Levski Sofia      | 2 - 2       | Botev Vraca       |
| Lokomotiv Plovdiv | 2 - 1       | Dunav Ruse        |

### Gruppo 2
| Squadra       | Pt | G | V | N | P | GF | GS | DG  |
| ------------- | -- | - | - | - | - | -- | -- | --- |
| Spartak Sofia | 5  | 3 | 2 | 1 | 0 | 12 | 3  | +9  |
| CSKA Sofia    | 4  | 3 | 2 | 0 | 1 | 5  | 4  | +1  |
| Sliven        | 3  | 3 | 1 | 1 | 1 | 4  | 3  | +1  |
| Svetkavica    | 0  | 3 | 0 | 0 | 3 | 2  | 12 | -10 |

| Squadra 1     | Risultato   | Squadra 2   |
| 1ª giornata   | 1ª giornata | 1ª giornata |
| ------------- | ----------- | ----------- |
| CSKA Sofia    | 2 - 0       | Svetkavica  |
| Spartak Sofia | 1 - 1       | Sliven      |
| 2ª giornata   |             |             |
| CSKA Sofia    | 2 - 1       | Sliven      |
| Spartak Sofia | 8 - 1       | Svetkavica  |
| 3ª giornata   |             |             |
| Spartak Sofia | 3 - 1       | CSKA Sofia  |
| Sliven        | 3 - 1       | Svetkavica  |

### Gruppo 3
| Squadra       | Pt | G | V | N | P | GF | GS | DG |
| ------------- | -- | - | - | - | - | -- | -- | -- |
| Beroe         | 5  | 3 | 2 | 1 | 0 | 4  | 2  | +2 |
| Slavia Sofia  | 4  | 3 | 1 | 2 | 0 | 4  | 1  | +3 |
| Botev Plovdiv | 2  | 3 | 0 | 2 | 1 | 1  | 2  | -1 |
| Spartak Varna | 1  | 3 | 0 | 1 | 2 | 2  | 6  | -4 |

| Squadra 1     | Risultato   | Squadra 2     |
| 1ª giornata   | 1ª giornata | 1ª giornata   |
| ------------- | ----------- | ------------- |
| Botev Plovdiv | 1 - 1       | Spartak Varna |
| Beroe         | 1 - 1       | Slavia Sofia  |
| 2ª giornata   |             |               |
| Beroe         | 1 - 0       | Botev Plovdiv |
| Slavia Sofia  | 3 - 0       | Spartak Varna |
| 3ª giornata   |             |               |
| Botev Plovdiv | 0 - 0       | Slavia Sofia  |
| Beroe         | 2 - 1       | Spartak Varna |

### Gruppo 4
| Squadra              | Pt | G | V | N | P | GF | GS | DG |
| -------------------- | -- | - | - | - | - | -- | -- | -- |
| FK Černomorec Burgas | 4  | 3 | 1 | 2 | 0 | 4  | 1  | +3 |
| Lokomotiv Sofia      | 4  | 3 | 1 | 2 | 0 | 4  | 1  | +3 |
| Spartak Pleven       | 2  | 3 | 0 | 2 | 1 | 2  | 3  | -1 |
| Marica Plovdiv       | 2  | 3 | 1 | 0 | 2 | 3  | 8  | -5 |

| Squadra 1            | Risultato   | Squadra 2            |
| 1ª giornata          | 1ª giornata | 1ª giornata          |
| -------------------- | ----------- | -------------------- |
| Lokomotiv Sofia      | 0 - 0       | Spartak Pleven       |
| FK Černomorec Burgas | 3 - 0       | Marica Plovdiv       |
| 2ª giornata          |             |                      |
| Lokomotiv Sofia      | 4 - 1       | Marica Plovdiv       |
| Spartak Pleven       | 1 - 1       | FK Černomorec Burgas |
| 3ª giornata          |             |                      |
| Marica Plovdiv       | 2 - 1       | Spartak Pleven       |
| Lokomotiv Sofia      | 0 - 0       | FK Černomorec Burgas |

## Semifinali
| Squadra 1            | Totale | Squadra 2     | Andata | Ritorno |
| -------------------- | ------ | ------------- | ------ | ------- |
| FK Černomorec Burgas | 4 – 7  | Spartak Sofia | 1 - 2  | 3 - 5   |
| Levski Sofia         | 2 – 4  | Beroe         | 1 - 1  | 1 - 3   |

## Finale
| Arbitro: | Todor Bechirov |

|                           |           |                 |
| Gyonin 5’ Mitkov 34’ 120’ | Marcatori | 43’ 71’ Bonchev |